# Vågsfjord (Troms)
Der Vågsfjord ist eine etwa 46 km lange und bis zu 20 km breite Meerenge in der norwegischen Fylke (Provinz) Troms.

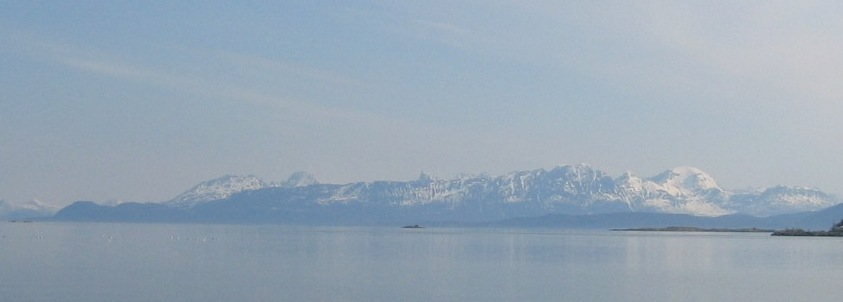
Blick von Harstad nach Osten über den Vågsfjord

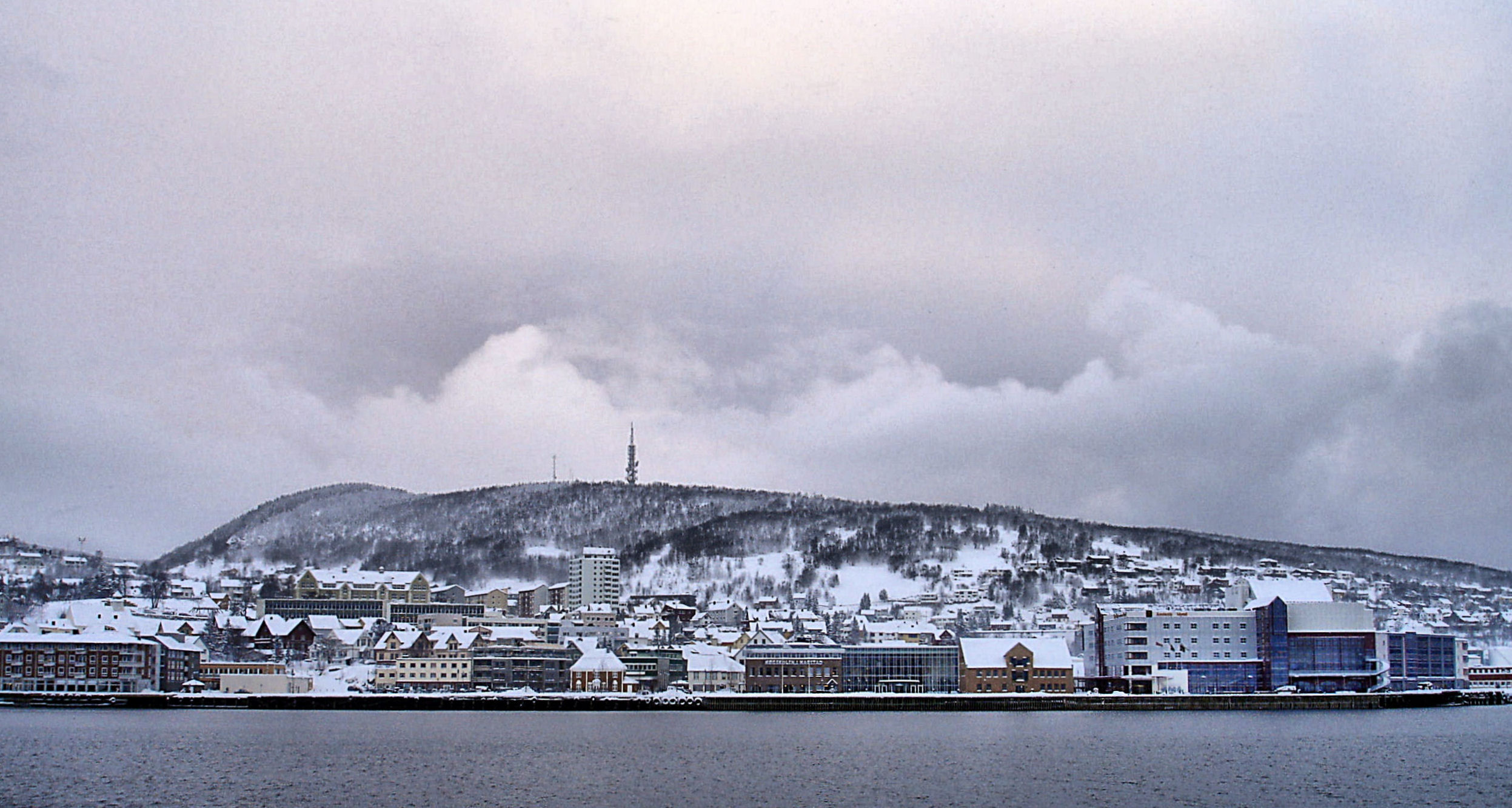
Harstad

Er verläuft zwischen den beiden größten Inseln Norwegens, Hinnøya im Südwesten und Senja im Nordosten und reicht vom Eidepollen und der Halbinsel Stongland im Südwesten von Senja im Norden bis zum Tjeldsund im Süden. Die kleineren Inseln Grytøya, Sandsøya und Bjarkøya liegen an der Westseite des Sunds, Rolla und Andørja an der Ostseite. Mehr als ein Dutzend kleinere Inseln und Holme (darunter die bewohnten Åkerøya und Kjøtta im Norden und Store Rogla im Süden) liegen entlang seiner Westseite. Die Stadt Harstad liegt an seinem westlichen Ufer auf Hinnøya.
Im Norden geht der Vågsfjord in den ins Nordmeer führenden Andfjord und den südlich von Senja nach Nordosten führenden Tranøyfjord über, im  Süden in den zwischen Rolla und dem Festland nach Osten verlaufenden Astafjord und den an der Ostseite von Hinnøya zum Vestfjord und Ofotfjord und somit u. a. nach Narvik führenden Tjeldsund.
Verwaltungstechnisch haben die Kommunen Harstad, Senja, Dyrøy, Ibestad und Tjeldsund Anteil am Vågsfjord.